# Erna Wallisch
Erna Wallisch z domu Pfannstiel (ur. 10 lutego 1922 w Benshausen, zm. 16 lutego 2008 w Wiedniu) – niemiecka nadzorczyni SS (SS-Aufseherin) w obozie koncentracyjnym w Majdanku.

## Życiorys
Do 1941 była służącą w Berlinie. W tym roku wstąpiła do SS. Pracowała jako strażniczka w obozach Ravensbrück, a później od października 1942 do lipca 1944 w Majdanku. Z zeznań więźniarek wynika, że była jedną z najbardziej sadystycznych strażniczek Majdanka. Po zakończeniu wojny osiedliła się w Wiedniu. Objęta była programem pomocy dla nazistowskich przestępców udzielanej przez legalną niemiecką organizację Cicha Pomoc. Tropiona przez Centrum Szymona Wiesenthala została objęta śledztwem austriackiej prokuratury w 1973, ale ze względu na fakt, iż Austria objęła zbrodnie nazistowskie (poza morderstwem) przedawnieniem, a dowodów morderstw prokuratura nie znalazła w Austrii, śledztwo umorzono. Powtórnie śledztwo wszczęto w 2006 wobec Wallisch w Polsce, po ujawnieniu miejsca przebywania esesmanki przez Centrum Wiesenthala. Podjęto próby ekstradycji Wallisch do Polski, nagłośniono w mediach przeszłość E. Wallisch. Pod wpływem tych działań austriacka prokuratura na początku 2008 została zmuszona do kolejnego śledztwa przerwanego przez śmierć podejrzanej.